# Matthias Lexer

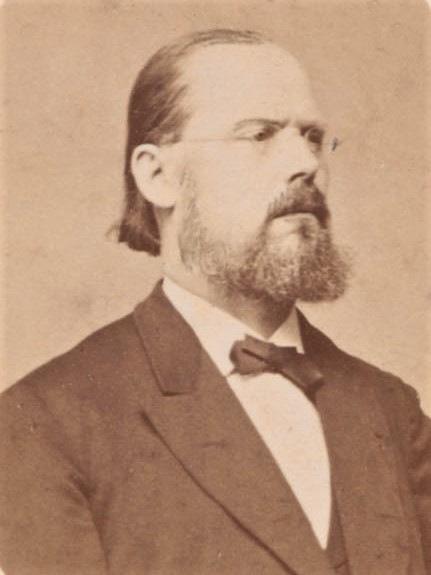
Matthias Lexer 1879.

Matthias Lexer, från 1885 von Lexer, född den 18 oktober 1830 i Liesing im Lesachtal i Kärnten, död den 16 april 1892 i Nürnberg, var en tysk språkforskare. Han var far till Erich Lexer.
Lexer var professor i tysk filologi vid Freiburgs universitet 1863–1868, vid Würzburgs universitet 1868–1890 och vid Münchens universitet från 1890 till sin död. Han utgav flera lexika: Kärntisches Wörterbuch (1862), Mittelhochdeutsches Handwörterbuch (3 band, 1872–1878) och Mittelhochdeutsches Taschenwörterbuch (1879; 9:e upplagan 1908). Lexer utarbetade bokstäverna N–Q och början av T (till Todestag) i bröderna Grimms Deutsches Wörterbuch.